# Montonvillers
Montonvillers est une commune française située dans le département de la Somme, en région Hauts-de-France.

## Géographie

### Localisation
Montonvillers est un village picard de l'Amiénois.
Limitrophe de Villers-Bocage, la localité est située à 10 km au nord-est d'Ailly-sur-Somme, 11 km au nord d'Amiens, 18 km au nord-ouest de Corbie, 19 km au sud de Doullens, 35 km au sud-est d'Abbeville et à 48 km au sud-ouest d'Arras à vol d'oiseau.
Le territoire de la commune est limitrophe de ceux de trois communes.  
Les communes limitrophes sont Bertangles, Flesselles et Villers-Bocage.

### Hydrographie
La commune est située dans le bassin Artois-Picardie. Elle n'est drainée par aucun cours d'eau.

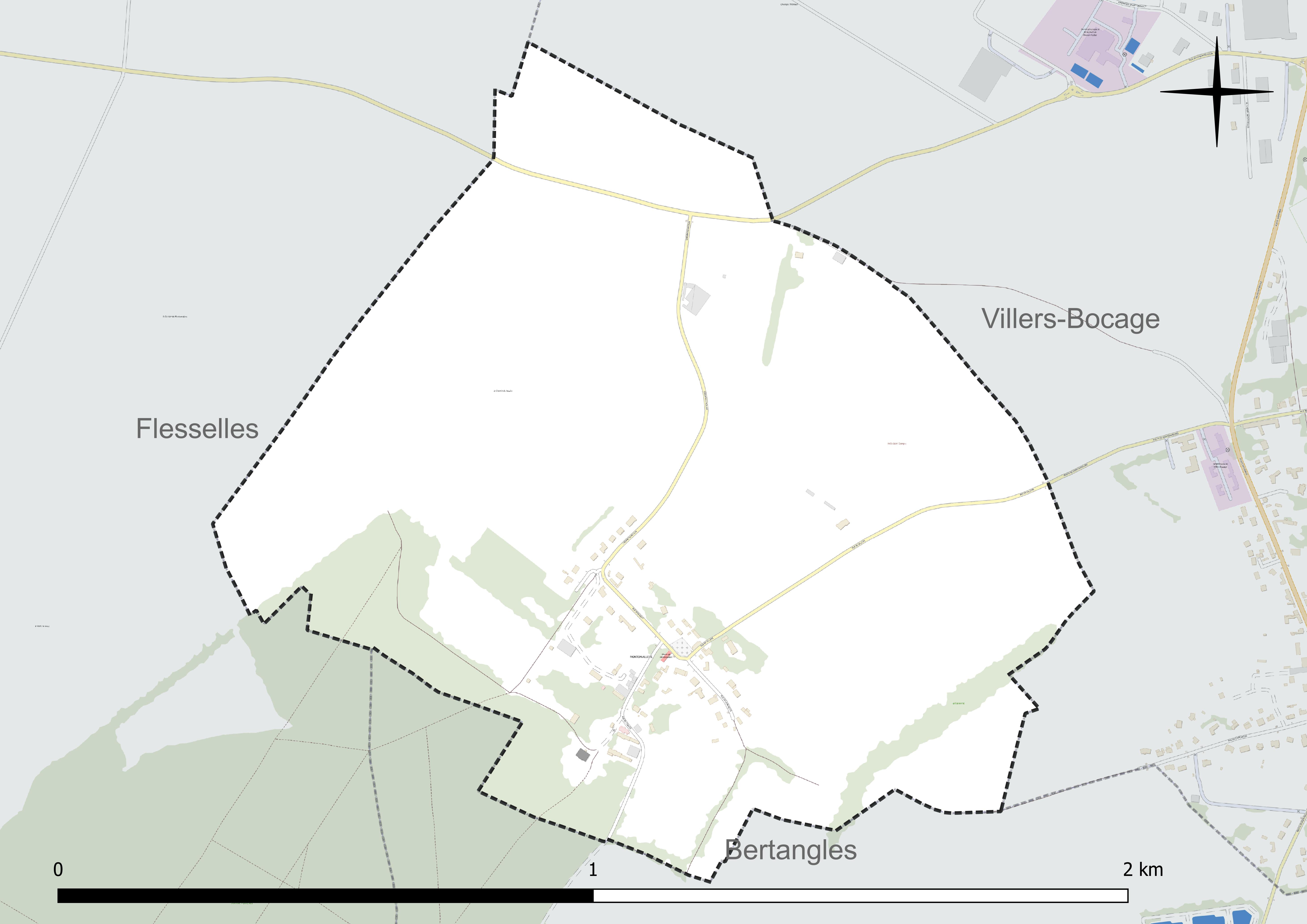
Réseau hydrographique de Montonvillers.

### Climat
Pour des articles plus généraux, voir Climat des Hauts-de-France et Climat de la Somme.
En 2010, le climat de la commune est de type climat océanique dégradé des plaines du Centre et du Nord, selon une étude du CNRS s'appuyant sur une série de données couvrant la période 1971-2000. En 2020, Météo-France publie une typologie des climats de la France métropolitaine dans laquelle la commune est exposée à un climat océanique et est dans une zone de transition entre les régions climatiques « Nord-est du bassin Parisien » et « Côtes de la Manche orientale ».
Pour la période 1971-2000, la température annuelle moyenne est de 10,3 °C, avec une amplitude thermique annuelle de 14 °C. Le cumul annuel moyen de précipitations est de 803 mm, avec 12,4 jours de précipitations en janvier et 8,6 jours en juillet. Pour la période 1991-2020, la température moyenne annuelle observée sur la station météorologique la plus proche, située sur la commune de Glisy à 15 km à vol d'oiseau, est de 11,1 °C et le cumul annuel moyen de précipitations est de 646,6 mm,. Pour l'avenir, les paramètres climatiques de la commune estimés pour 2050 selon différents scénarios d'émission de gaz à effet de serre sont consultables sur un site dédié publié par Météo-France en novembre 2022.

## Urbanisme

### Typologie
Au 1er janvier 2024, Montonvillers est catégorisée commune rurale à habitat dispersé, selon la nouvelle grille communale de densité à sept niveaux définie par l'Insee en 2022.
Elle est située hors unité urbaine. Par ailleurs la commune fait partie de l'aire d'attraction d'Amiens, dont elle est une commune de la couronne,. Cette aire, qui regroupe 369 communes, est catégorisée dans les aires de 200 000 à moins de 700 000 habitants,.

### Occupation des sols
L'occupation des sols de la commune, telle qu'elle ressort de la base de données européenne d'occupation biophysique des sols Corine Land Cover (CLC), est marquée par l'importance des territoires agricoles (91,7 % en 2018), une proportion identique à celle de 1990 (91,7 %). La répartition détaillée en 2018 est la suivante : 
terres arables (91,7 %), forêts (8,3 %). L'évolution de l'occupation des sols de la commune et de ses infrastructures peut être observée sur les différentes représentations cartographiques du territoire : la carte de Cassini (XVIIIe siècle), la carte d'état-major (1820-1866) et les cartes ou photos aériennes de l'IGN pour la période actuelle (1950 à aujourd'hui).

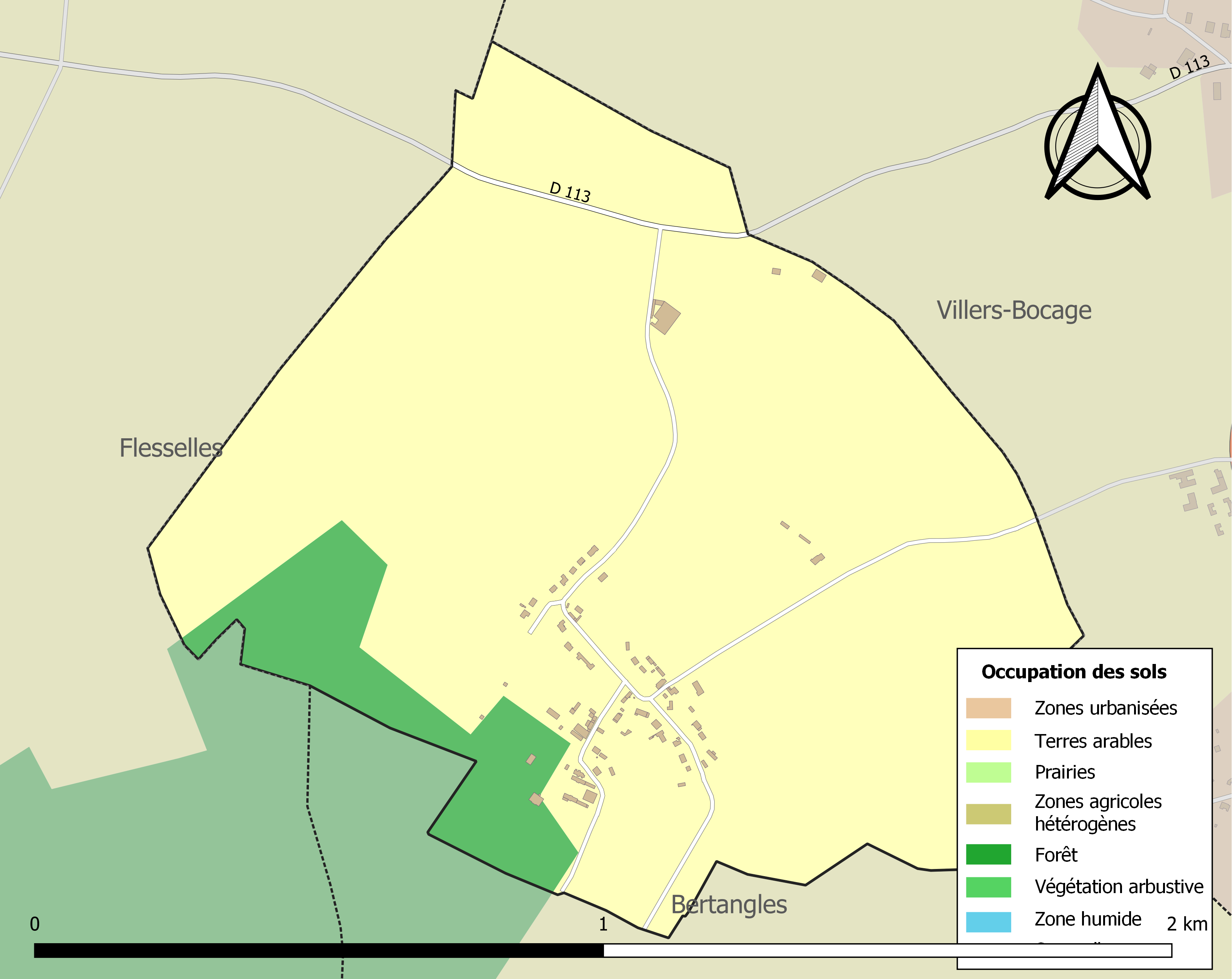
Carte des infrastructures et de l'occupation des sols de la commune en 2018 (CLC).

### Voies de communication et transports
La localité est desservie par la ligne d'autocars no 56 (Havernas - Flesselles - Amiens) du réseau Trans'80, Hauts-de-France, chaque jour de la semaine sauf le dimanche et les jours fériés.

## Toponymie
Multumvilla en 1156, Moltunviler en 1192, Moutonviler en 1196, Montonvillers en 1192 signifient probablement métairie où on élevait des moutons.

## Histoire
Le village se trouve à proximité de la voie romaine qui reliait Amiens à Thérouanne.
Dès 1192, il y avait un personnat au village.
La famille de Monsures posséda la terre du village jusqu'à la Révolution. Les Lennel en devinrent propriétaires par acquisition.
La coupe du velours a été prospère mais est en voie de disparition à la fin du XIXe siècle.
En 1899, un seul moulin à vent, vestige d'une industrie locale, est appelé à disparaître.

## Politique et administration

### Intercommunalités
La commune fait partie de la communauté de communes du Territoire Nord Picardie après avoir fait partie de la communauté de communes Bocage Hallue.

### Liste des maires
| Période                                  | Période                      | Identité          | Étiquette | Qualité                                                                                       |
| ---------------------------------------- | ---------------------------- | ----------------- | --------- | --------------------------------------------------------------------------------------------- |
| Les données manquantes sont à compléter. |                              |                   |           |                                                                                               |
| mars 1989                                | 2008                         | Jacques Petitprez |           |                                                                                               |
| mars 2008                                | En cours (au 8 octobre 2020) | Laurent Crampon   |           | Vice-président de la CC du Territoire Nord Picardie (2020 → ) Réélu pour le mandat 2020-2026, |

### Distinctions et labels
Classement au concours des villes et villages fleuris : une fleur récompense les efforts locaux en faveur de l'environnement.
La commune obtient sa deuxième fleur au concours des villes et villages fleuris lors du dévoilement du palmarès le 26 novembre 2018.

## Population et société

### Démographie
L'évolution du nombre d'habitants est connue à travers les recensements de la population effectués dans la commune depuis 1793. Pour les communes de moins de 10 000 habitants, une enquête de recensement portant sur toute la population est réalisée tous les cinq ans, les populations de référence des années intermédiaires étant quant à elles estimées par interpolation ou extrapolation. Pour la commune, le premier recensement exhaustif entrant dans le cadre du nouveau dispositif a été réalisé en 2006.

En 2022, la commune comptait 86 habitants, en évolution de +2,38 % par rapport à 2016 (Somme : −1,26 %, France hors Mayotte : +2,11 %).
| 1793 | 1800 | 1806 | 1821 | 1831 | 1836 | 1841 | 1846 | 1851 |
| ---- | ---- | ---- | ---- | ---- | ---- | ---- | ---- | ---- |
| 132  | 115  | 114  | 185  | 203  | 206  | 216  | 206  | 198  |

| 1856 | 1861 | 1866 | 1872 | 1876 | 1881 | 1886 | 1891 | 1896 |
| ---- | ---- | ---- | ---- | ---- | ---- | ---- | ---- | ---- |
| 166  | 162  | 164  | 148  | 137  | 128  | 113  | 115  | 105  |

| 1901 | 1906 | 1911 | 1921 | 1926 | 1931 | 1936 | 1946 | 1954 |
| ---- | ---- | ---- | ---- | ---- | ---- | ---- | ---- | ---- |
| 89   | 77   | 76   | 46   | 36   | 38   | 43   | 42   | 48   |

| 1962 | 1968 | 1975 | 1982 | 1990 | 1999 | 2006 | 2011 | 2016 |
| ---- | ---- | ---- | ---- | ---- | ---- | ---- | ---- | ---- |
| 40   | 46   | 62   | 83   | 72   | 71   | 96   | 95   | 84   |

| 2021 | 2022 | - | - | - | - | - | - | - |
| ---- | ---- | - | - | - | - | - | - | - |
| 85   | 86   | - | - | - | - | - | - | - |

### Festivités
Les 30 juin 2017, 1er, 2 juillet et pour la quatorzième année consécutive se tient le festival de jazz local.

## Culture locale et patrimoine

### Lieux et monuments

#### Église Saint-Antoine
L'église Saint-Antoine est un édifice du XVIe siècle, encore doté à l'intérieur de sa charpente d'origine. Sa façade occidentale a toutefois été refaite en brique au XIXe siècle. Elle présente la particularité d'abriter un puits recouvert par une tour carrée à gauche de la façade occidentale. La sacristie qui entoure le chevet (XVIIIe siècle) est un témoignage des aménagements de l'Ancien Régime : elle contraste avec les habituelles sacristies du XIXe siècle, dont le matériau (brique ou torchis) n'est pas toujours en harmonie avec le reste de l'église.

#### Château
Le château, élevé en brique et pierre, se situe près de l'église. Il a vraisemblablement été construit pour Théodore Lennel vers 1830 par l'architecte François Duvillers. Actuellement inhabité, il est en mauvais état et se dégrade. Il est orné d'un fronton sculpté dû aux frères Duthoit.

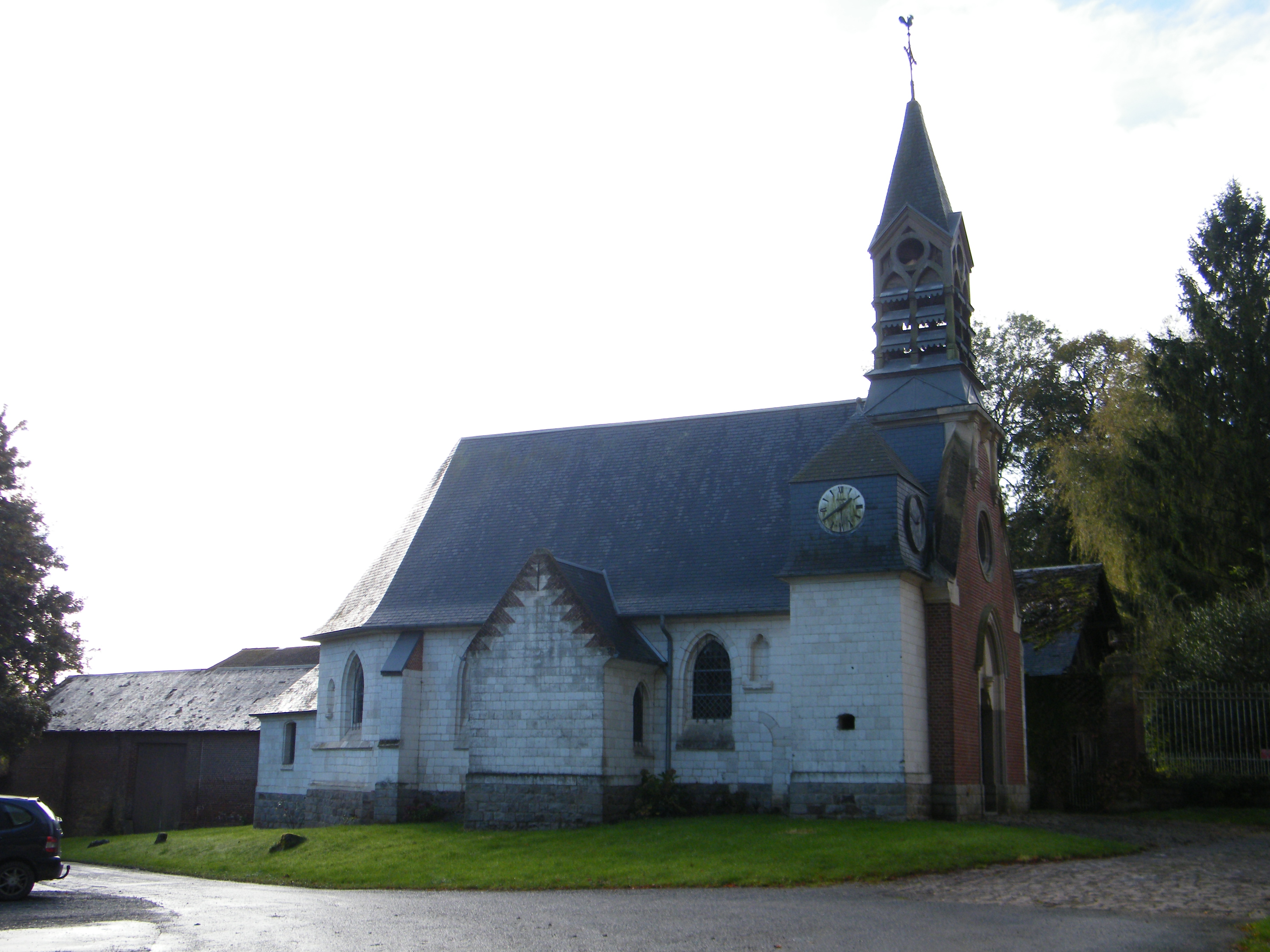
Saint-Antoine.
Château.
Mare.
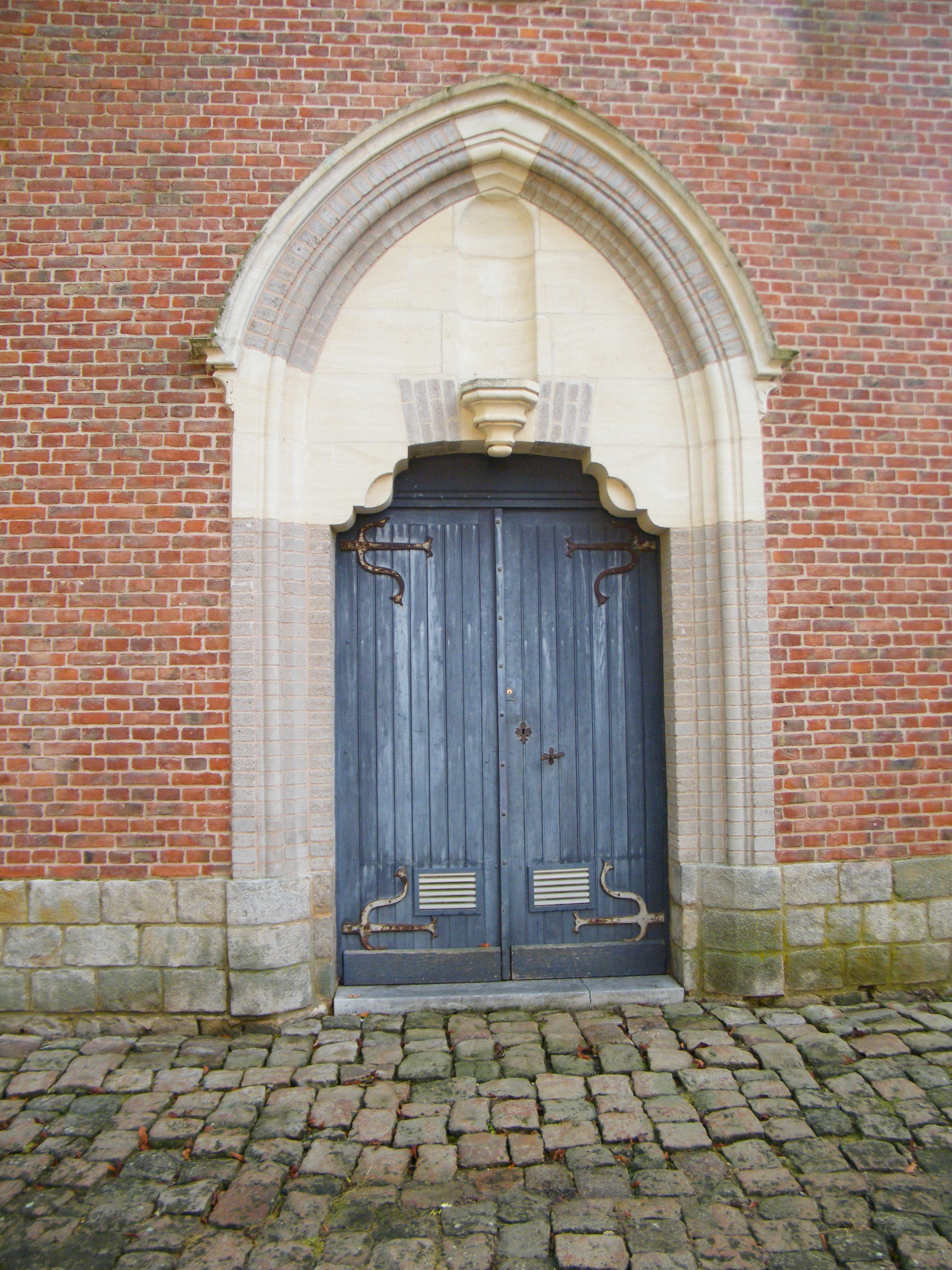
Portail de l'église.
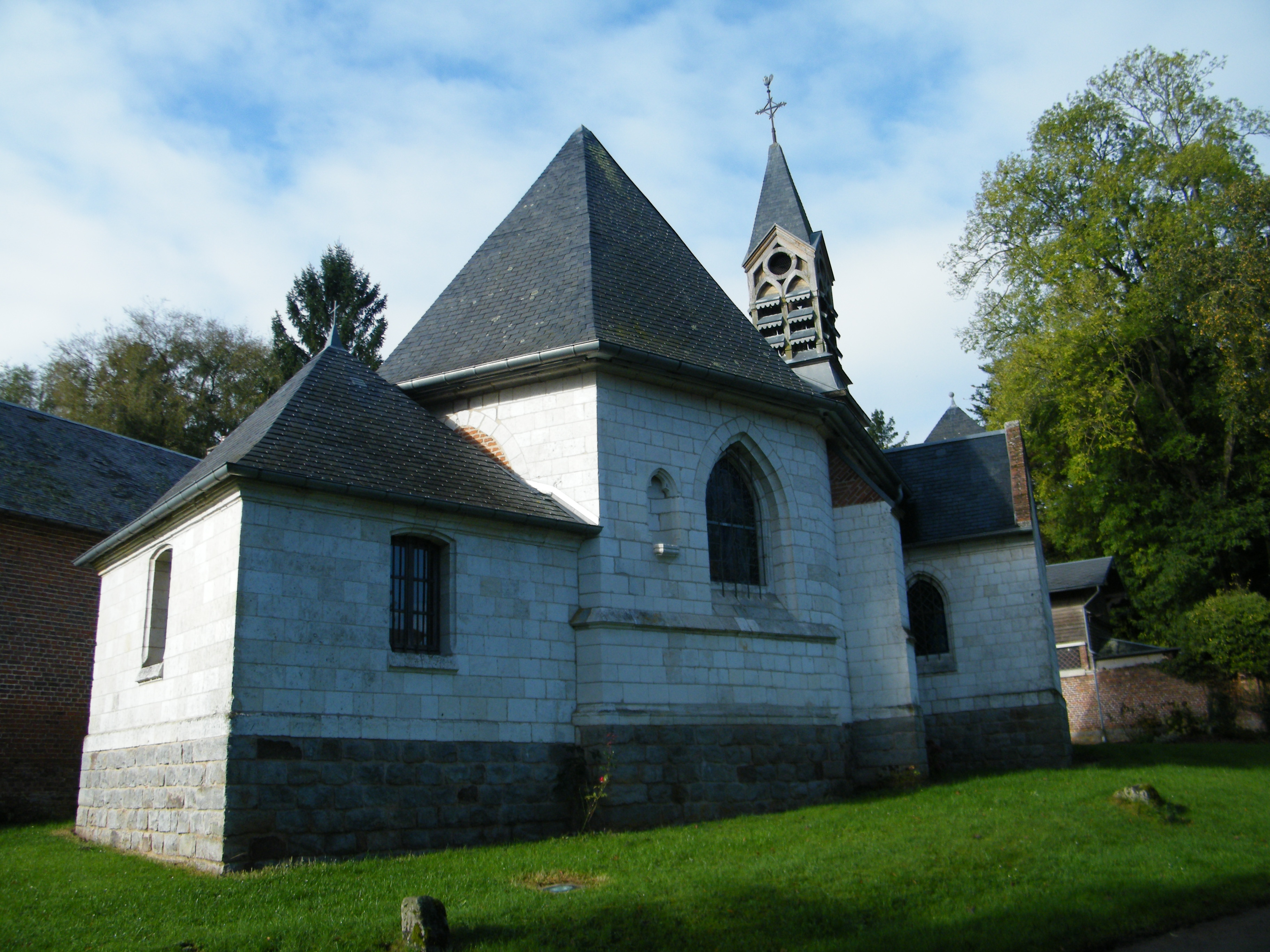
Chevet et sacristie.